# Elatostema microphyllum
Elatostema microphyllum är en nässelväxtart som beskrevs av Adolph Daniel Edward Elmer. Elatostema microphyllum ingår i släktet Elatostema och familjen nässelväxter. Inga underarter finns listade i Catalogue of Life.